# Suutarila
Suutarila (suédois : Skomakarböle) est un quartier d'Helsinki, la capitale de la Finlande, c'est aussi le nom d'un district qui ne recouvre que partiellement le quartier de même nom.

## Description
Les zones voisines du quartier de Suutarila à Helsinki sont Tapaninkylä et Suurmetsä, et du côté de Vantaa Tikkurila au nord et Tammisto et Veromies à l'ouest.

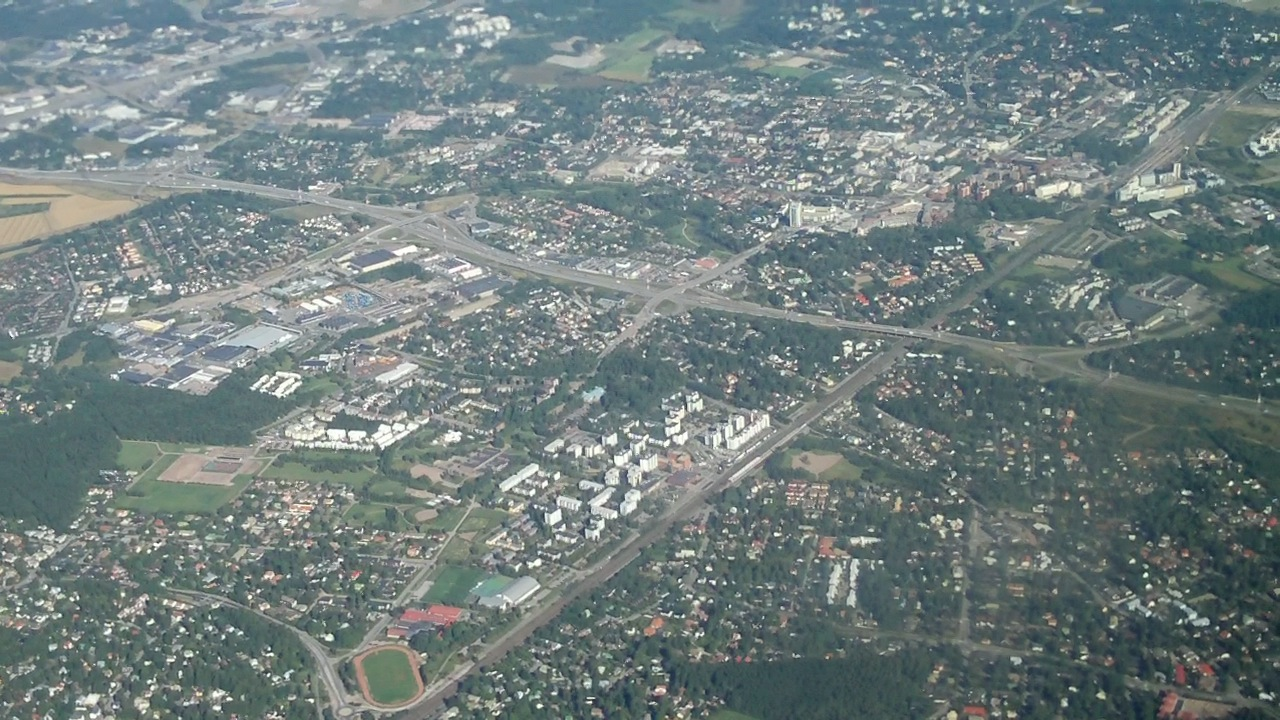
Tapulikaupunki et Puistola.

### Le quartier de Suutarila
Le quartier (en finnois : Suutarilan kaupunginosa) a une superficie est de 6,33 km2, sa population s'élève à 19 868 habitants(1.1.2010) et il offre 3 658 emplois (31.12.2008).

### Le district de Suutarila
Le district (en finnois : Suutarilan peruspiiri) a une superficie est de 4,13 km2, sa population s'élève à 11 304 habitants(1.1.2010) et il offre 2 192 emplois (31.12.2008).

## Galerie

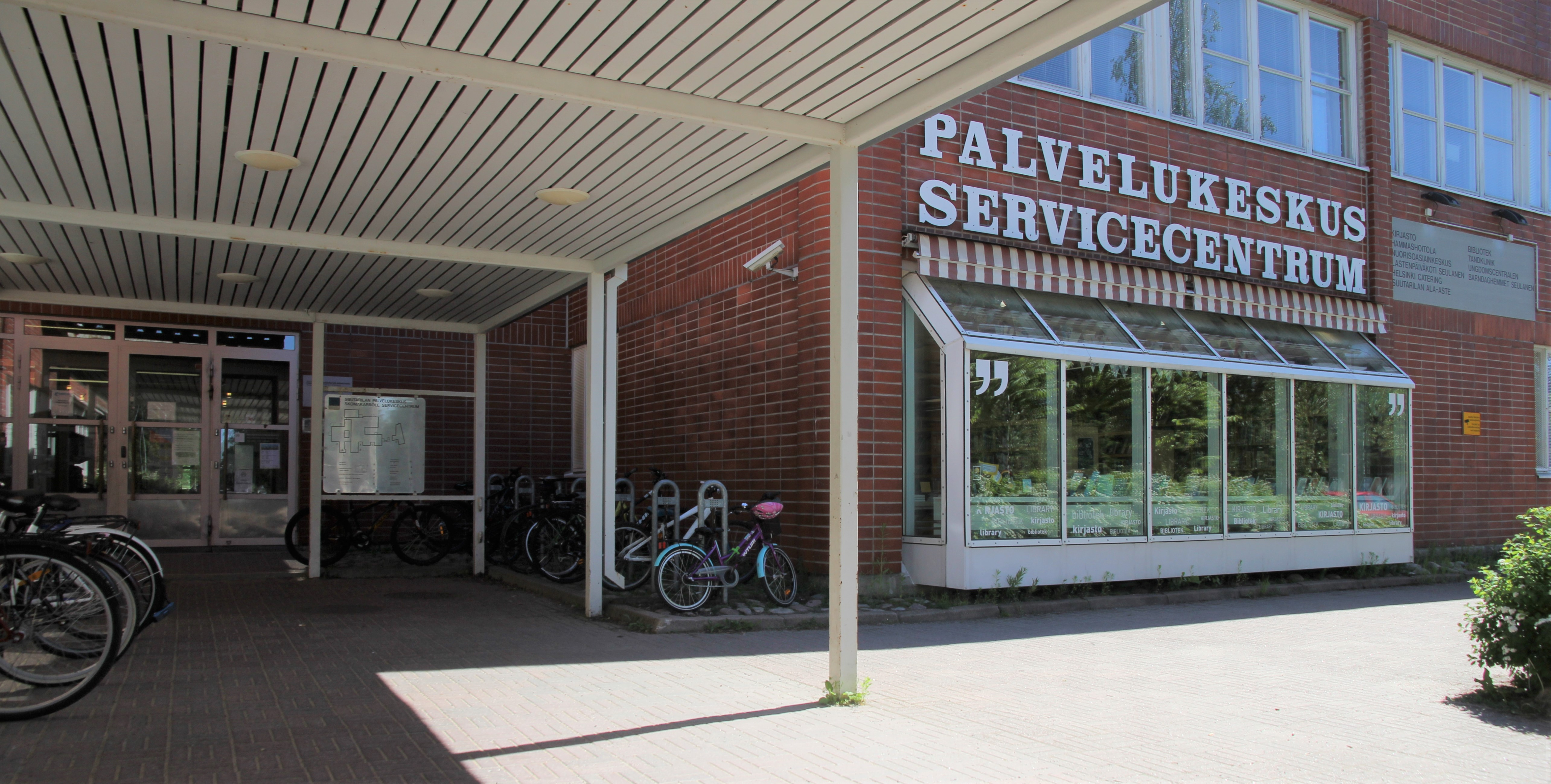
Bibliothèque de Suutarila.
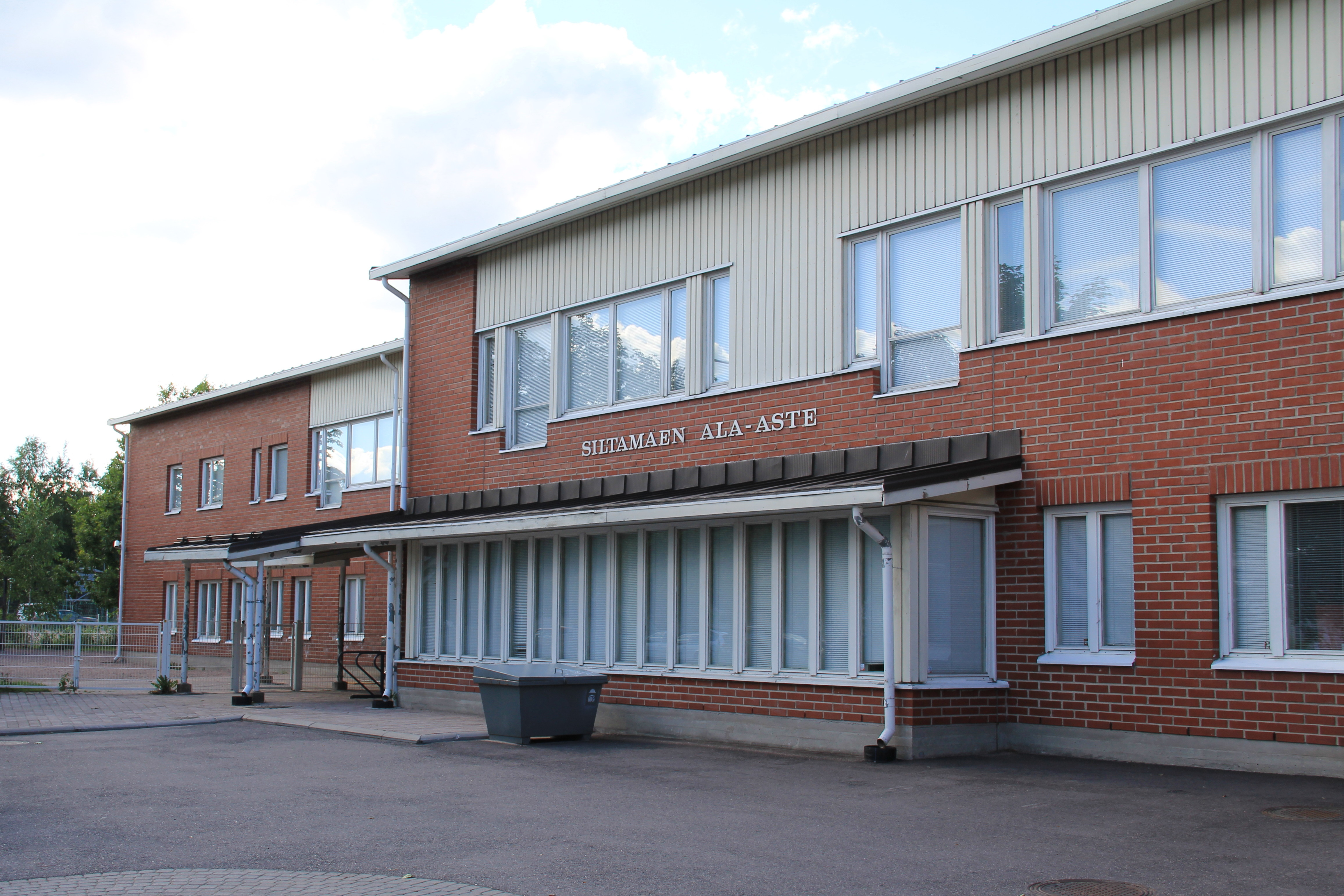
École primaire de Siltamäki.
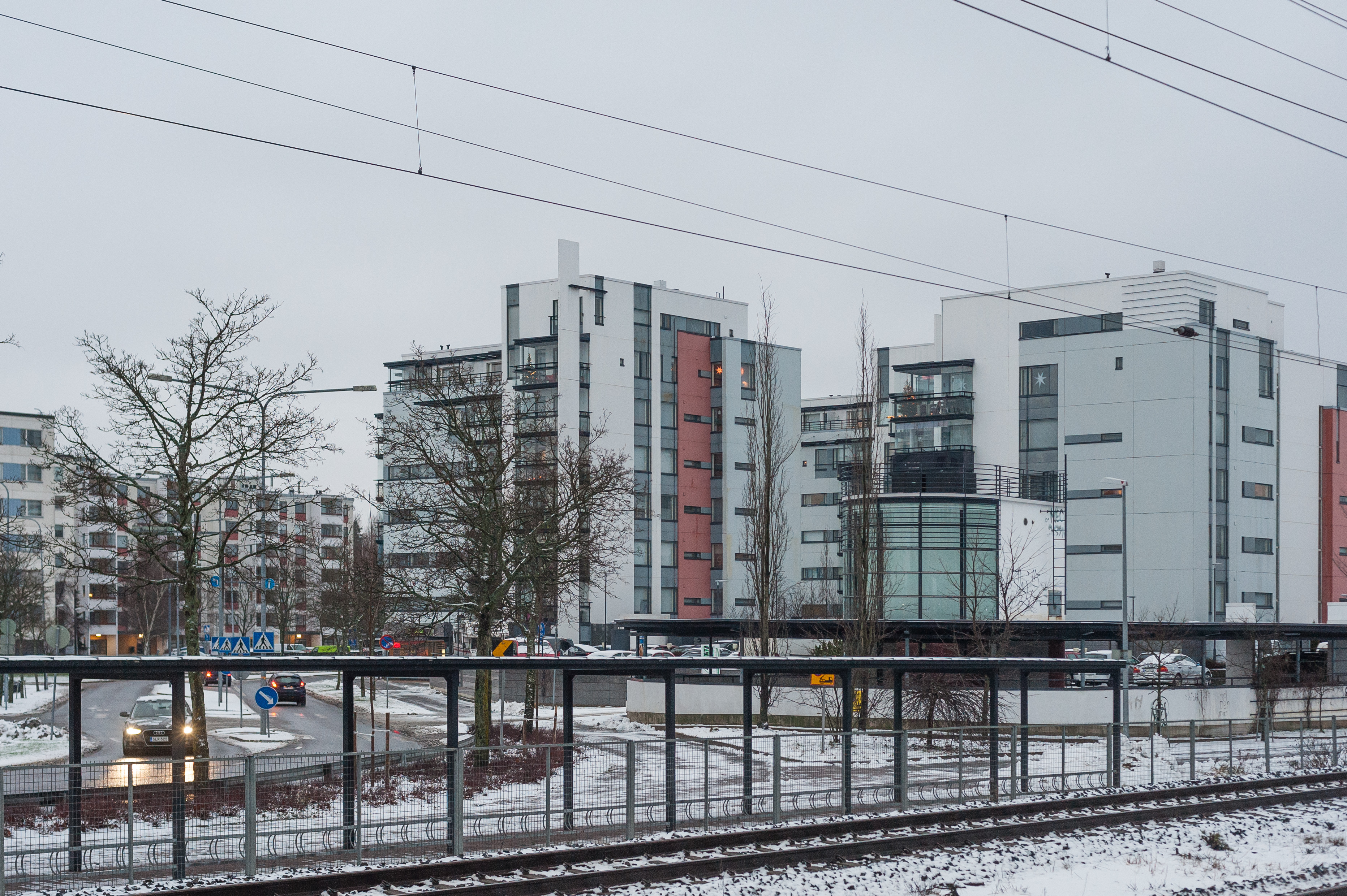
Puistola.